# Girou
Girou – rzeka we Francji, przepływająca przez tereny departamentów Tarn oraz Górna Garonna, o długości 61,6 km. Stanowi dopływ rzeki Hers-Mort.